# Süderfahrenstedt
Süderfahrenstedt település Németországban, Schleswig-Holstein tartományban. Lakosainak száma 475 fő (2023. december 31.).

## Népesség
A település népességének változása:
| Lakosok száma | 371  | 465  | 459  | 471  | 460  | 475  |
|               | 1975 | 2017 | 2019 | 2021 | 2022 | 2023 |